# 1141

## Догађаји
- 2. фебруар – Битка код Линколна (1141) Роберт, гроф од Глостера и царица Матилда преузимају контролу над енглеским престолом од краља Стивена, који је заробљен и затворен.
- 13. фебруар – Геза II крунисан је за краља Угарске у 11. години, наследивши свог оца.
- 14. мај – Сефардски јеврејски филозоф Јуда Халеви креће из Александрије на ходочашће у Палестину.
- 9. септембар – Битка код Катвана: Јелу Даши, оснивач Кара Хитаја, побеђује Селџучко царство и снаге Кара-Ханида.
- 14. септембар – Анархија у Краљевини Енглеској – Пораз Винчестера: Царица Матилда се враћа на престо, након што су Роберта заробиле лојалне снаге.  Роберт,  гроф од Глостера, размењен је од стране царице Матилде за краља Стивена, који поново преузима престо Енглеске.
- Новембар – Династије Ђин и Јужна династија Сонг потписују Шаоксингски споразум, а мир у ратовима Ђин-Сонг траје наредних двадесет година. Река Хуаи је успостављена као граница између њих.
- Први немачки колонисти (будућа трансилванска саксонска заједница) стижу у Трансилванију, након додела Гезе II од Угарске. Процес колонизације је завршен 1162. године.
- 2. април – На легатинском сабору који је сазвао Алберик из Остије у Темплум Домини, одбијен је захтев латинског патријарха Антиохије над дијецезом Тир. Такође, постигнут је корак ка црквеном јединству између Јерменске и Латинске Цркве када јерменски католикос Григорије III даје исповедање вере и обећава да ће обновити јединство са Римом, што је постигнуто крајем века.

## Смрти
- Бела II

- Санаи